# Felix Danner
Felix Danner (* 24. Juli 1985 in Freiburg im Breisgau) ist ein ehemaliger deutscher Handballspieler, der für die Bundesligisten MT Melsungen, HSG Wetzlar und HBW Balingen-Weilstetten auflief.

## Karriere

### Verein
Der 1,98 m große Danner, der am Kreis eingesetzt wird, begann seine Karriere mit vier Jahren beim SV Kappel und wechselte im Alter von 14 Jahren zur SG Köndringen/Teningen. Mit der SG Köndringen/Teningen erzielte er in 110 Spielen 444 Tore in der Regionalliga Süd und wechselte 2007 zum Zweitligisten HR Ortenau. Als die HR Ortenau 2009 Insolvenz anmelden musste, wechselte Danner zum Erstligisten MT Melsungen. Sein erstes Bundesligaspiel bestritt er bei der 31:43-Niederlage gegen die Rhein-Neckar-Löwen als er in der elften Minute vom damaligen Trainer Robert Hedin eingewechselt wurde. In der 54. Minute gelang ihm sein erstes Bundesligator zum zwischenzeitlichen 29:37. In der Saison 2021/22 lief er für die HSG Wetzlar auf. Anschließend wechselte Danner zu HBW Balingen-Weilstetten. Nach der Saison 2023/24 beendete er seine Karriere. Am 7. März gab er sein Comeback beim Bundesligisten MT Melsungen. Nach dem Final Four des DHB-Pokals 2024/25 verließ er Melsungen.

### Nationalmannschaft
Am 7. April 2012 gab Danner beim 28:26 gegen die Reserve von Dänemark sein Debüt in der B-Nationalmannschaft des DHB und erzielte zwei Tore. Zu den Testspielen gegen Serbien am 22./23. September 2012 wurde Danner in die A-Nationalmannschaft berufen und erzielte drei Tore. Bei der 27:31-Niederlage im EM Qualifikationsspiel am 1. November 2012 in Mannheim gegen Montenegro hat Danner sein erstes Pflichtspiel für die Nationalmannschaft absolviert, bei dem er zu einem Kurzeinsatz kam.
Am 13. Dezember 2012 wurde Danner zwar von Bundestrainer Heuberger in den erweiterten Kader für die Weltmeisterschaft 2013 berufen, jedoch nicht in das Aufgebot für die WM-Vorbereitung. Im Oktober 2014 gab Danner bekannt, dass er aus privaten Gründen vorübergehend aus der Nationalmannschaft zurück tritt.

### Bundesligabilanz
| Saison    | Verein       | Spielklasse | Spiele | Tore | 7-Meter | Feldtore |
| --------- | ------------ | ----------- | ------ | ---- | ------- | -------- |
| 2008/09   | MT Melsungen | Bundesliga  | 13     | 12   | 0       | 12       |
| 2009/10   | MT Melsungen | Bundesliga  | 34     | 59   | 0       | 59       |
| 2010/11   | MT Melsungen | Bundesliga  | 28     | 30   | 0       | 30       |
| 2011/12   | MT Melsungen | Bundesliga  | 33     | 86   | 0       | 86       |
| 2012/13   | MT Melsungen | Bundesliga  | 33     | 120  | 0       | 120      |
| 2013/14   | MT Melsungen | Bundesliga  | 32     | 104  | 0       | 104      |
| 2014/15   | MT Melsungen | Bundesliga  | 34     | 95   | 0       | 95       |
| 2015/16   | MT Melsungen | Bundesliga  | 32     | 60   | 0       | 60       |
| 2016/17   | MT Melsungen | Bundesliga  | 31     | 37   | 0       | 37       |
| 2017/18   | MT Melsungen | Bundesliga  | 34     | 41   | 0       | 41       |
| 2018/19   | MT Melsungen | Bundesliga  | 33     | 37   | 0       | 37       |
| 2019/20   | MT Melsungen | Bundesliga  | 19     | 9    | 0       | 9        |
| 2020/21   | MT Melsungen | Bundesliga  | 35     | 30   | 0       | 30       |
| 2021/22   | HSG Wetzlar  | Bundesliga  | 32     | 42   | 0       | 42       |
| 2009–2022 | gesamt       | Bundesliga  | 423    | 765  | 0       | 765      |

## Privates
Danner ist seit 2011 verheiratet und seit 2012 Vater eines Kindes.
Danner hat zwei Brüder und eine Schwester, ist gelernter Anlagenmechaniker und hat sein Abitur an der Fernschule Studiengemeinschaft Darmstadt absolviert.